# 叙普林根
叙普林根是德国下萨克森州的一个市镇。总面积10.35平方公里，总人口1739人，其中男性847人，女性892人（2011年12月31日），人口密度168人/平方公里。